# Chronofotografie
Die Chronofotografie (auch Fotochronografie) bezeichnet die fotografische Dokumentation von Bewegungen oder Prozessen, heute hauptsächlich als Hochgeschwindigkeitsfotografie.

## Geschichte

Gallopierendes Pferd von Eadweard Muybridge

In der Entwicklung der Fotografie wurden in den 1870er und 1880er Jahren durch empfindliche Photomaterialien und schnelle Kameraverschlüsse sogenannte „Augenblicks- oder Momentfotografien“ möglich, Aufnahmen bewegter Objekte. Die Pioniere der Chronofotografie (Ottomar Anschütz, Albert Londe, Étienne-Jules Marey, Eadweard Muybridge) entwickelten verschiedene Techniken, um durch eine schnelle Folge von Aufnahmen (Serienfotografie) Bewegungsabläufe sichtbar zu machen. Die Begriffe Serienfotografie, Chronofotografie oder Fotochronografie wurden ursprünglich gleichbedeutend verwendet.
Muybridge gelang 1878 der Nachweis, dass ein Pferd im Galopp kurzzeitig mit allen vier Hufen vom Boden abhebt. Diese frühen Serienaufnahmen lieferten wichtige Impulse für die Entwicklung der „bewegten Bilder“ und waren damit auch Vorläufer des Kinofilms.

## Hochgeschwindigkeitsfotografie

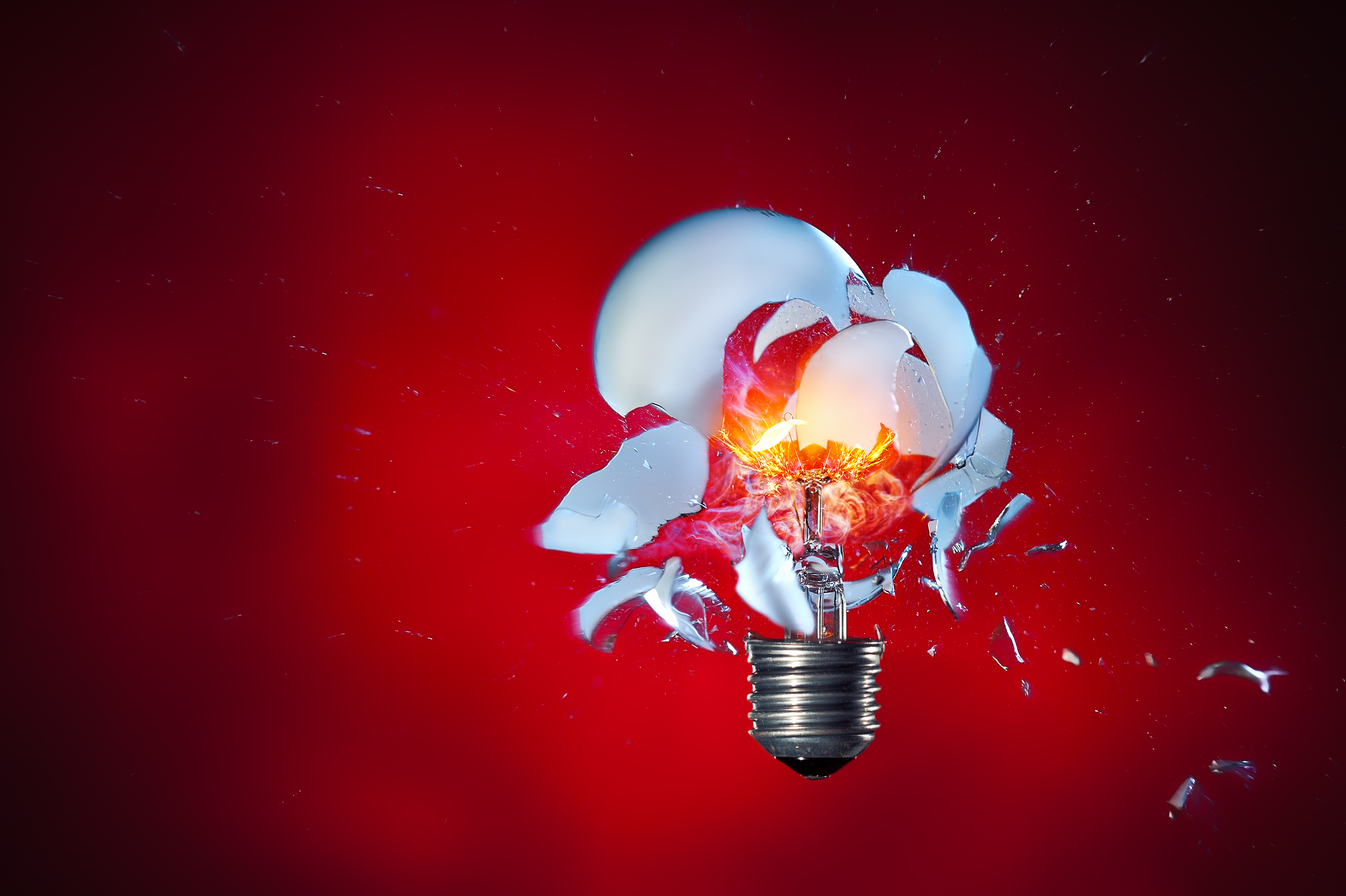
Hochgeschwindigkeits- und Kurzzeitfotografie

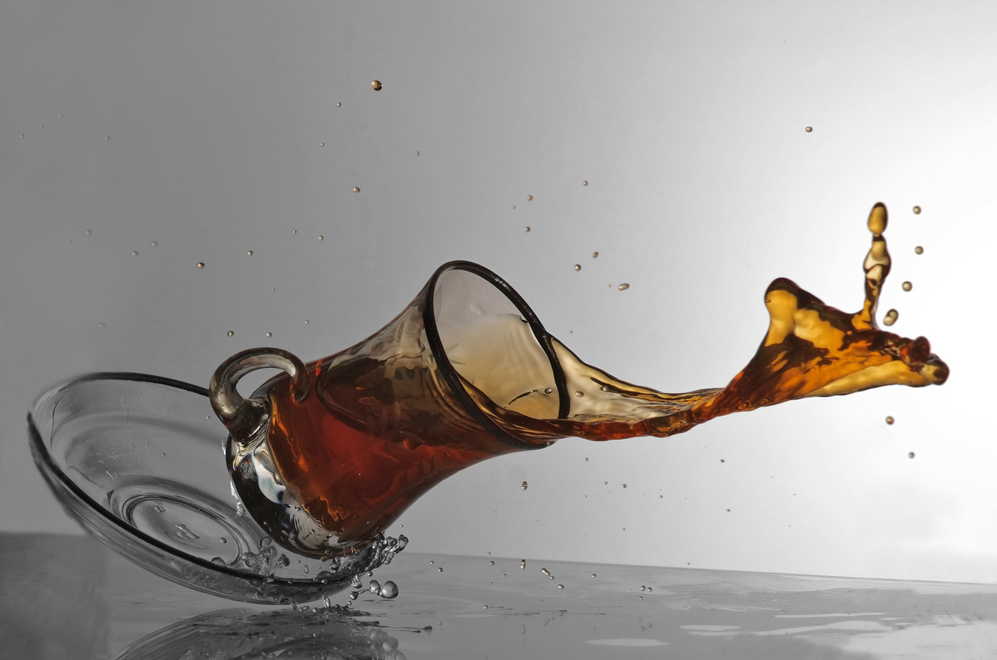
Hochgeschwindigkeitsfotografie bei „überschwappender“ Flüssigkeit

Heute bezeichnet die Chronofotografie hauptsächlich ein Teilgebiet der Fotografie, welches sich mit der Aufnahme von schnellen Bewegungen beschäftigt, beispielsweise Bewegungen von Tieren und Menschen, einer Gewehrkugel im Moment des Einschlags, eines Ballons im Moment des Platzens. Ziel ist es, Bewegungen in mehreren Phasen „einzufrieren“, um sie für das träge menschliche Auge sichtbar zu machen.
Je nach Anwendung ist es dabei entscheidend, den richtigen Augenblick der Aufnahme zu treffen und sehr kurz zu belichten, typischerweise 1/1000 Sekunde bis 1/30.000 Sekunde (Kurzzeitfotografie). Mit Hilfe eines Stroboskopblitzes lassen sich nach diesem Prinzip mehrere Bewegungsphasen in einer Aufnahme darstellen (Mehrfachbelichtung).
Mit Impulslasern als Stroboskop-Lichtquelle sind sogar Belichtungszeiten von 25 ns (1/40.000.000 s) möglich.

## Weitere Pioniere der Hochgeschwindigkeitsfotografie
- Wordsworth Donisthorpe (1847–1914)
- Ernst Kohlrausch (1850–1923)
- Harold E. Edgerton (1903–1990)